# Монастир Ікалто
Монастир Ікалто (груз. იყალთო) — монастирський комплекс і академія Ікалто, що знаходяться в селі Ікалто, близько 10 км на захід від міста Телаві в регіоні Кахетія Східної Грузії.

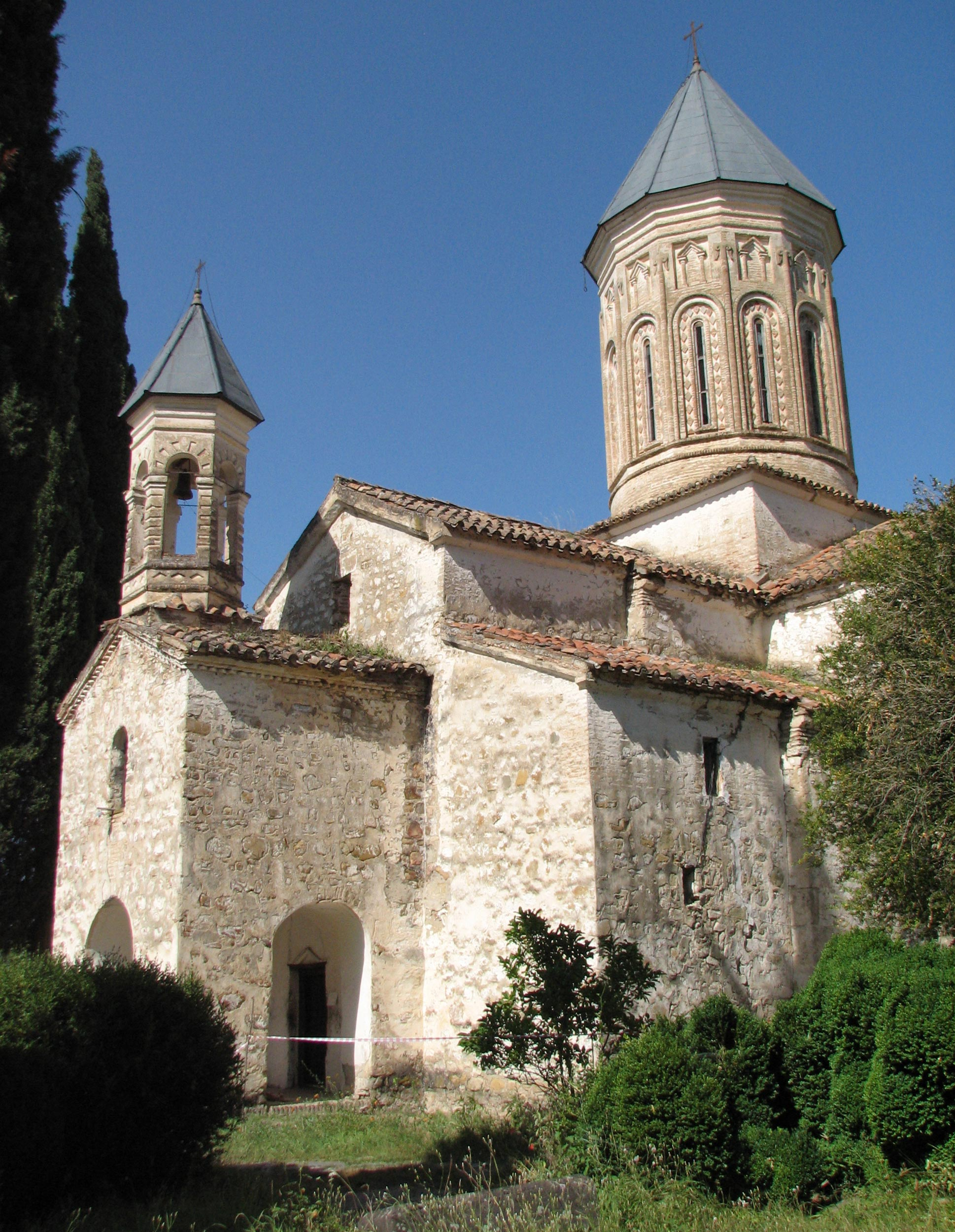
Церква Хвтаеба при монастирі Ікалто.

Монастир Ікалто був заснований святим Зеноном, одним із 13 ассирійських отців, наприкінці VI століття. Він був відомий як один з найбільш значущих культурно-наукових центрів Грузії. Академія була заснована в монастирі під час царя Давида Будівничого Арсеном Ікалтоелі (Ікалтоелі означає від Ікалто), і радником Давида IV, у 1106 році.  Академія Ікалто навчала своїх студентів теології, риториці, астрономії, філософії, географії, геометрії, арифметиці, музиці, граматиці, співу, а також більш практичним навичкам, таким як виготовлення кераміки, металообробка, виноградарство, виноробство та фармакологія. За легендою, тут навчався знаменитий грузинський поет XII століття Шота Руставелі.
На території монастиря є три церкви – Хвтаеба, Квелацмінда і Самеба. Головна церква Хвтаеба (Святого Духа) була побудована у VIII–IX століттях на місці давнішої церкви (в якій був похований святий Зенон). У 1616 році перські загарбники під проводом шаха Аббаса I підпалили Академію Ікалто, і вона припинила своє існування.